# Leichtathletik-Junioreneuropameisterschaften 1985
| 8. Leichtathletik-Junioreneuropameisterschaften | 8. Leichtathletik-Junioreneuropameisterschaften |
| ----------------------------------------------- | ----------------------------------------------- |
|                                                 |                                                 |
| Stadt                                           | Cottbus, DDR                                    |
| Stadion                                         | Max-Reimann-Stadion                             |
| Teilnehmende Länder                             | 28                                              |
| Teilnehmende Athleten                           | 672                                             |
| Wettbewerbe                                     | 39                                              |
| Eröffnung                                       | 22. August 1985                                 |
| Schlussfeier                                    | 25. August 1985                                 |
| Eröffnet durch                                  |                                                 |

Die 8. Leichtathletik-Junioreneuropameisterschaften fanden vom 22. bis 25. August 1985 im Max-Reimann-Stadion von Cottbus (DDR, heute Deutschland) statt.
Die Teilnehmerzahl war die bis dato höchste bei diesen Meisterschaften.

## Ergebnisse Männer
| Disziplin        | Gold                   | Gold     | Silber           | Silber   | Bronze                          | Bronze   |
| ---------------- | ---------------------- | -------- | ---------------- | -------- | ------------------------------- | -------- |
| 100 m            | Elliot Bunney          | 10,38    | Endre Havas      | 10,40    | John Regis                      | 10,51    |
| 200 m            | Ade Mafe               | 20,54    | Richard Ashby    | 20,85    | Endre Havas                     | 21,00    |
| 400 m            | Roger Black            | 45,36    | Jan Krasnikov    | 46,31    | Jacques Farraudière             | 46,37    |
| 800 m            | Ralph Schumann         | 1:51,28  | Jussi Udelhoven  | 1:51,96  | Geir Søgnebotnen                | 1:51,98  |
| 1500 m           | Mika Maaskola          | 3:44,99  | Neil Horsfield   | 3:45,39  | Hauke Fuhlbrügge                | 3:45,60  |
| 3000 m           | Nick O’Brien           | 8:10,75  | Andrei Usatšov   | 8:10,90  | John Nuttall                    | 8:11,72  |
| 5000 m           | Paul Taylor            | 14:12,45 | Volker Iwanowski | 14:14,83 | José Manuel García              | 14:17,87 |
| 2000 m Hindernis | Nikolai Matjušenko     | 5:28,31  | Sándor Serfõzõ   | 5:34,98  | Marián Huncík                   | 5:35,83  |
| 110 m Hürden     | Jon Ridgeon            | 13,46    | Colin Jackson    | 13,69    | Fausto Frigerio                 | 14,10    |
| 400 m Hürden     | Oleg Singatullin       | 50,64    | Klaus Ehrle      | 50,99    | Carsten Köhrbrück               | 51,23    |
| Hochsprung       | John Hill              | 2,24     | Róbert Ruffíni   | 2,24     | Georgi Dakow Vladimir Kornienko | 2,18     |
| Stabhochsprung   | Igor Trandenkov        | 5,45     | Grigori Jegorov  | 5,40     | Mike Thiede                     | 5,30     |
| Weitsprung       | Volker Mai             | 7,99     | Marco Delonge    | 7,96w    | Emiel Mellaard                  | 7,79     |
| Dreisprung       | Volker Mai             | 16,83    | Juri Gorbatšenko | 16,61    | Piotr Weremczuk                 | 16,21    |
| Kugelstoßen      | Oliver-Sven Buder      | 19,34    | Oleksandr Bahatš | 18,48    | Maik Prollius                   | 18,09    |
| Diskuswurf       | Attila Horváth         | 60,02    | Rüdiger Pudenz   | 58,74    | Vasili Kaptjuh                  | 57,18    |
| Hammerwurf       | Andrei Abduwalijew     | 72,44    | Steffen Raschik  | 68,82    | Valentin Kirov                  | 66,16    |
| Speerwurf        | Andrei Maznitšenko     | 79,92    | Gary Jenson      | 75,68    | Bogdan Patelka                  | 75,68    |
| Zehnkampf        | Thomas Fahner          | 7815     | Igor Drobyševski | 7633     | André Preysing                  | 7476     |
| 10.000-m-Gehen   | Mihail Štšennikov      | 42:00,63 | Daniel Plaza     | 42:16,39 | Giovanni De Benedictis          | 42:56,80 |
| 4 × 100 m        | Vereinigtes Königreich | 39,80    | Polen            | 40,18    | Sowjetunion                     | 40,32    |
| 4 × 400 m        | Vereinigtes Königreich | 3:07,18  | BR Deutschland   | 3:08,02  | Sowjetunion                     | 3:08,32  |

## Ergebnisse Frauen
| Disziplin    | Gold                               | Gold     | Silber                  | Silber  | Bronze                 | Bronze   |
| ------------ | ---------------------------------- | -------- | ----------------------- | ------- | ---------------------- | -------- |
| 100 m        | Kerstin Behrendt                   | 11,21    | Annarita Balzani        | 11,60   | Helen Miles            | 11,63    |
| 200 m        | Kerstin Behrendt                   | 23,21    | Louise Stuart           | 23,83   | Marina Krivošeina      | 23,94    |
| 400 m        | Olga Pesnopevtseva                 | 53,37    | Nicole Leistenschneider | 53,47   | Oksana Petrenko        | 53,93    |
| 800 m        | Maria Pintea Gabriela Sedláková    | 2:03,22  |                         |         | Ellen Kießling         | 2:04,18  |
| 1500 m       | Ana Padurean                       | 4:16,32  | Marie-Pierre Duros      | 4:18,34 | Tatjana Vohmintseva    | 4:19,86  |
| 3000 m       | Cleopatra Palacian                 | 9:05,52  | Christin Sørum          | 9:07,54 | Angela Madrahimova     | 9:13,66  |
| 100 m Hürden | Monique Éwanjé-Épée                | 13,10    | Heike Tillack           | 13,24   | Lidija Okolo-Kulak     | 13,30    |
| 400 m Hürden | Claudia Bartl                      | 56,22    | Živka Petkova           | 56,50   | Sabine Zwiener         | 57,78    |
| Hochsprung   | Natalja Golodnova                  | 1,94     | Olga Turtšak            | 1,91    | Svetlana Isaeva        | 1,88     |
| Weitsprung   | Sofia Božanova                     | 6,68     | Silke Harms             | 6,56    | Jelena Davydova        | 6,55     |
| Kugelstoßen  | Bettina Libera                     | 18,76    | Ilke Wyludda            | 18,11   | Stephanie Storp        | 17,45    |
| Diskuswurf   | Ilke Wyludda                       | 57,38    | Viktorija Kotšetkova    | 56,78   | Larissa Korotkewitsch  | 56,62    |
| Speerwurf    | Regine Kempter                     | 61,70    | Danica Živanov          | 60,10   | Ingrid Lammertsma      | 55,92    |
| Siebenkampf  | Emilia Dimitrova                   | 6079     | Jelena Davydova         | 6051    | Birgit Gautzsch        | 5852     |
| 5000-m-Gehen | Mari Cruz Díaz María Reyes Sobrino | 22:56,84 |                         |         | Svetlana Kaburkina     | 23:03,45 |
| 4 × 100 m    | DDR                                | 44,30    | Sowjetunion             | 44,49   | Vereinigtes Königreich | 44,78    |
| 4 × 400 m    | BR Deutschland                     | 3:32,67  | DDR                     | 3:34,40 | Vereinigtes Königreich | 3:35,10  |

## Medaillenspiegel
| Medaillenspiegel (Endstand nach 39 Entscheidungen) | Medaillenspiegel (Endstand nach 39 Entscheidungen) | Medaillenspiegel (Endstand nach 39 Entscheidungen) | Medaillenspiegel (Endstand nach 39 Entscheidungen) | Medaillenspiegel (Endstand nach 39 Entscheidungen) | Medaillenspiegel (Endstand nach 39 Entscheidungen) |
| Platz                                              | Land                                               | Gold                                               | Silber                                             | Bronze                                             | Gesamt                                             |
| -------------------------------------------------- | -------------------------------------------------- | -------------------------------------------------- | -------------------------------------------------- | -------------------------------------------------- | -------------------------------------------------- |
| 01                                                 | Deutsche Demokratische Republik                    | 120                                                | 7                                                  | 6                                                  | 250                                                |
| 02                                                 | Sowjetunion                                        | 8                                                  | 100                                                | 110                                                | 290                                                |
| 03                                                 | Vereinigtes Königreich                             | 8                                                  | 5                                                  | 5                                                  | 180                                                |
| 04                                                 | Rumänien                                           | 3                                                  | 0                                                  | 0                                                  | 3                                                  |
| 05                                                 | Bulgarien                                          | 2                                                  | 1                                                  | 3                                                  | 6                                                  |
| 06                                                 | Spanien                                            | 2                                                  | 1                                                  | 1                                                  | 4                                                  |
| 07                                                 | BR Deutschland                                     | 1                                                  | 4                                                  | 3                                                  | 8                                                  |
| 08                                                 | Ungarn                                             | 1                                                  | 2                                                  | 1                                                  | 4                                                  |
| 09                                                 | Frankreich                                         | 1                                                  | 1                                                  | 1                                                  | 3                                                  |
| 09                                                 | Tschechoslowakei                                   | 1                                                  | 1                                                  | 1                                                  | 3                                                  |
| 11                                                 | Finnland                                           | 1                                                  | 0                                                  | 0                                                  | 1                                                  |
| 11                                                 | Irland                                             | 1                                                  | 0                                                  | 0                                                  | 1                                                  |
| 13                                                 | Italien                                            | 0                                                  | 1                                                  | 2                                                  | 3                                                  |
| 13                                                 | Polen                                              | 0                                                  | 1                                                  | 2                                                  | 3                                                  |
| 15                                                 | Norwegen                                           | 0                                                  | 1                                                  | 1                                                  | 2                                                  |
| 16                                                 | Jugoslawien                                        | 0                                                  | 1                                                  | 0                                                  | 1                                                  |
| 16                                                 | Österreich                                         | 0                                                  | 1                                                  | 0                                                  | 1                                                  |
| 18                                                 | Niederlande                                        | 0                                                  | 0                                                  | 2                                                  | 2                                                  |
| Gesamt                                             | Gesamt                                             | 41                                                 | 37                                                 | 39                                                 | 117                                                |